# ثابت منطقي
في المنطق ، ثابت منطقي أو رمز ثابت للغة {\displaystyle {\mathcal {L}}} (صيغة رياضية) هو رمز له نفس القيمة الدلالية تحت كل تفسير {\displaystyle {\mathcal {L}}}. هناك نوعان مهمان من الثوابت المنطقية هما الروابط المنطقية ومكمم. يتم أيضًا التعامل مع مسند المساواة (المكتوب عادةً '=') على أنه ثابت منطقي في العديد من أنظمة المنطق.
من الأسئلة الأساسية في فلسفة المنطق "ما هو الثابت المنطقي؟". أي ما هي السمة الخاصة لبعض الثوابت التي تجعلها منطقية في طبيعتها؟
بعض الرموز التي يتم التعامل معها على أنها ثوابت منطقية.
يتم أحيانًا الإشارة إلى العديد من هذه الثوابت المنطقية برموز بديلة (على سبيل المثال ، استخدام الرمز "&" بدلاً من "∧" للإشارة إلى المنطق).
يعد تحديد الثوابت المنطقية جزءًا رئيسيًا من عمل جوتلوب فريجه (عالم رياضيات الماني) و بيرتراند راسل. عاد راسل إلى موضوع الثوابت المنطقية في مقدمة الطبعة الثانية (1937) من مبادئ الرياضيات مشيرًا إلى أن المنطق يصبح لغويًا: "إذا أردنا أن نقول أي شيء محدد عنها ، فيجب التعامل معها كجزء من ليست جزءًا مما تتحدث عنه اللغة ". يستخدم نص هذا الكتاب العلاقات R والعلاقة العكسية و مجموعة مكملة (نظرية المجموعات) كمفاهيم بدائية كما تؤخذ على أنها ثوابت منطقية في شكل aRb.